# Santuario di Santa Caterina

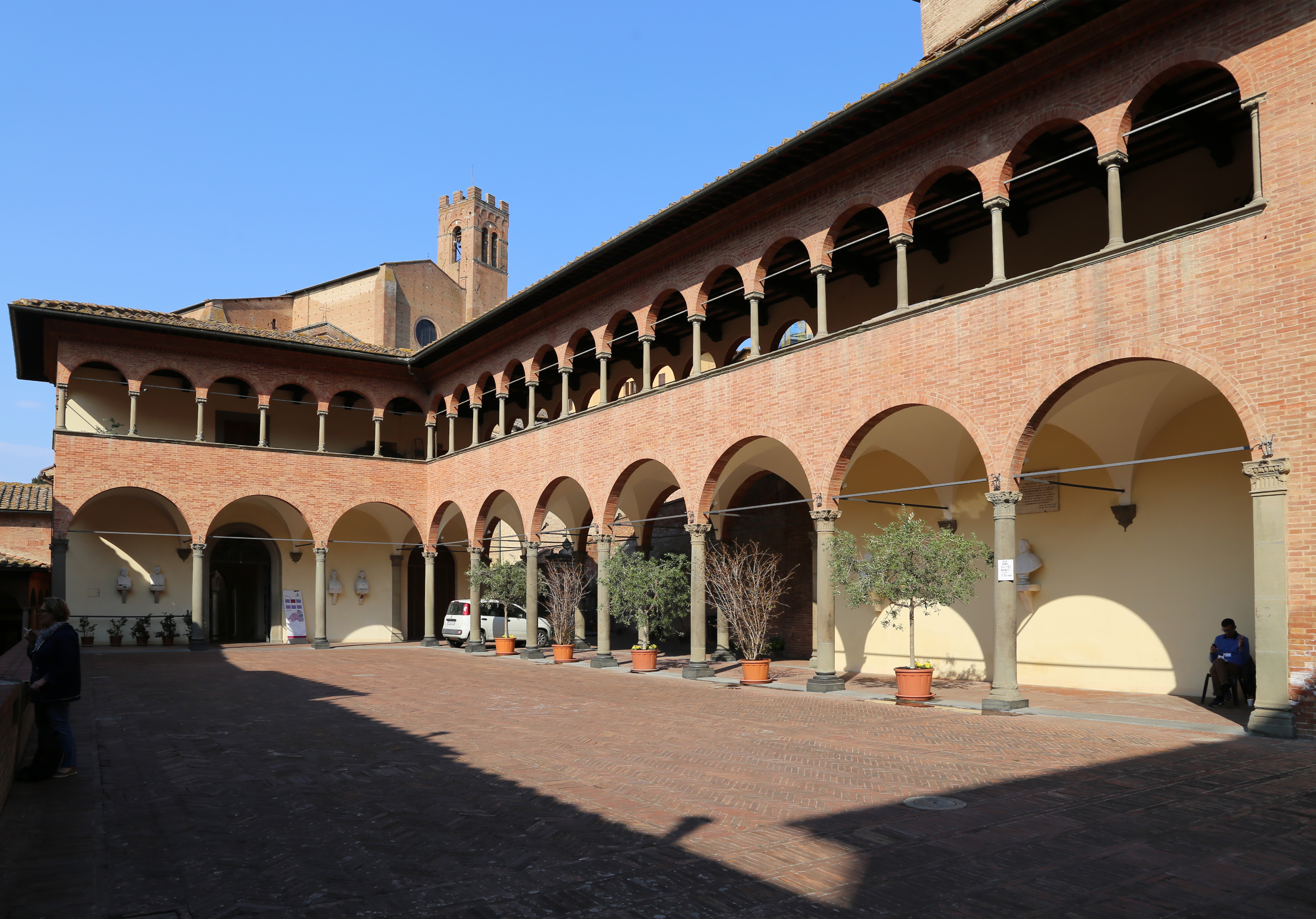
Das Santuario di Santa Caterina mit dem Portico dei Comuni d’Italia, im Hintergrund die Basilika San Domenico

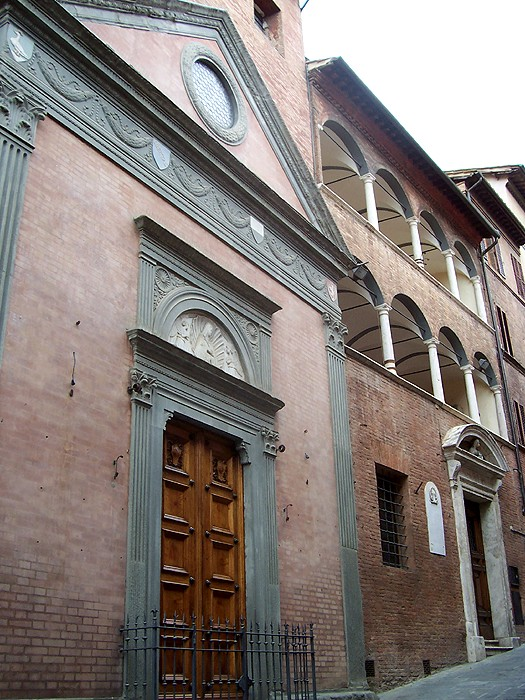
Fassade des Oratorio di Santa Caterina in der Via Santa Caterina

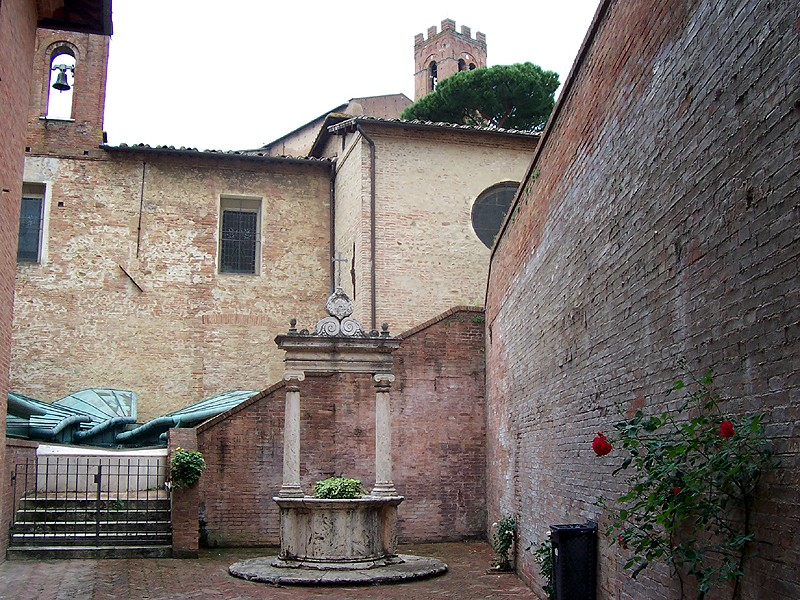
Brunnen aus dem 15. Jahrhundert im Innenhof hinter dem Portico dei Comuni d’Italia (Torbogen der italienischen Kommunen)

Das Santuario di Santa Caterina (auch Santuario Cateriniano genannt) ist ein Heiligtum in Siena, welches der heiligen Katharina von Siena gewidmet ist. Es ist zudem ihr Geburtshaus.

## Lage
Das Sanktuarium befindet sich innerhalb der Stadtmauern im Stadtdrittel Terzo di Camollia zwischen den Contraden Drago (Drachen) auf der nördlichen Seite und Oca (Gans) auf der südlichen. Der Komplex selbst liegt noch auf dem Gebiet der Oca und wird von den Straßen Vicolo del Campaccio, der Via Camporegio und der Via Santa Caterina (ehemals Via dei Tintori, dt. Färberstraße) umgeben sowie von dem Vicolo del Tiratorio durchquert. Der Eingangsbereich liegt an der Costa di Sant’Antonio, von wo das Santurio über den Innenhof, heute Portico dei Comuni d’Italia genannt, betreten wird. Zum Sanktuarium gehören das Zimmer der Heiligen (Camera della santa), die Kirche Chiesa del Crocifisso, die Sakristei sowie die Oratorien Oratorio di Santa Caterina (heute Museum der Contrada Oca), Oratorio della Tintoria (dt. Bethaus der Färber, heute ebenfalls von der Contrada Oca genutzt), und das Oratorio della Cucina.

## Geschichte
Das Gebäude gehörte dem Verein der Arte della Lana (Wollkunst) und wurde von diesem an den Vater der Heiligen, dem Färber Jacobo Benincasa, als Arbeitsstätte und Unterkunft vergeben. Später wurde es durch den Färber Antonio Minuccio aus San Gimignano übernommen. Die Stadt Siena erwarb das Haus mit Spenden von Marco di Pietro di Antonio, einem seneser Bankier, und Pier Paolo di Cecco Sozzini, einem seneser Händler, am 28. Januar 1466 für 90 Fiorini d’Oro. Auf Betreiben der Contradenbewohner der Oca wurde daraufhin begonnen, das Grundstück in ein Heiligtum der Santa Caterina umzugestalten. Zunächst wurde der Arbeitsplatz des Vaters, die sogenannte Tintoria (Färberwerkstatt), in das Oratorio di Santa Caterina verwandelt und die dazugehörige Fassade in der Via Santa Caterina errichtet. Das Oratorio della Tintoria wurde zwischen 1466 und 1474 von Francesco di Duccio del Guasta und Corso di Bastiano errichtet. 1877 wurde durch den Architekten Giuseppe Partini die Fassade grunderneuert. Das Oratorio della Cucina gilt als die Küche der Familie Benincasa, wurde allerdings 1546 durch das Niederreißen der Trennmauern zu den anliegenden Zimmern entscheidend umgestaltet. Die Chiesa del Crocifisso wurde am 23. April 1623 durch Alessandro Petrucci, Erzbischof von Siena, konsekriert. Das Zimmer der Heiligen (Camera della santa) wurde 1874 restauriert, die Grundstruktur dabei aber nicht verändert. 1896 wurde der Raum von Alessandro Franchi (* 1838 in Prato – † 1913 in Siena) mit Fresken ausgestattet. Der Raum enthält das sogenannte Cubiculum (auch Cella di Santa Caterina bezeichnet), eine kleine, ca. 1 × 2 Meter große Nische, in der die Heilige auf dem nackten Steinboden Ruhe gesucht haben soll.
Da Katharina von Siena am 18. Juni 1939 zur Schutzpatronin von Italien ernannt wurde, begann die Stadt 1941 den Portico dei Comuni d’Italia (Torbogen der italienischen Kommunen) zu errichten, der aufgrund des Zweiten Weltkrieges allerdings erst 1947 fertiggestellt wurde. Der Name entstammt der Gegebenheit, das jede italienische Kommune einen Beitrag im Wert eines Ziegelsteines leistete. Der Portico befindet sich im heutigen Innenhof und wurde an der Stelle der dafür abgerissenen Kirche Sant’Antonio Abate errichtet, die in die Basilica di San Domenico verlegt wurde. Von den ursprünglichen Bauwerken blieb nur der Brunnen aus dem 15. Jahrhundert erhalten.

## Kunstwerke (Auswahl)

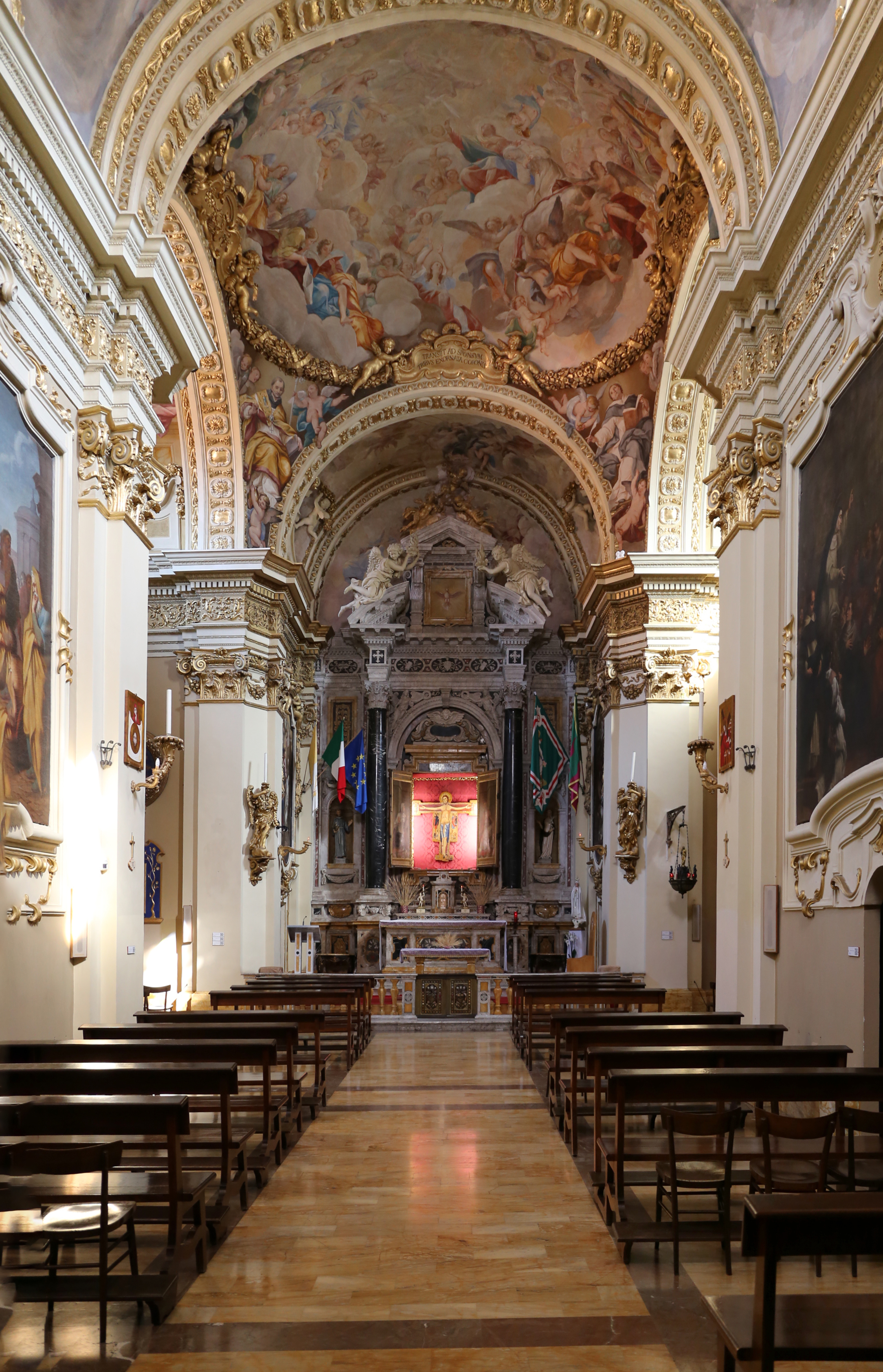
Chiesa del Crocifisso

### Camera della Santa
- Girolamo di Benvenuto: Santa Caterina che riceve le stimmate dal Crocefisso (Ölgemälde auf Holz, um 1505 entstanden)
- Alessandro Franchi: Caterina si recide i lunghi capelli (Fresko, 1896 entstanden)
- Alessandro Franchi: Caterina dona la veste a Gesù Pellegrino (Fresko, 1896 entstanden)
- Alessandro Franchi: Sposalizio mistico da Santa Caterina da Siena (Fresko, 1896 entstanden)
- Pietro Repossi: Santa Caterina in estasi (Cubiculum, Marmorstatue, 1940 entstanden)

### Chiesa del Crocifisso
- Sebastiano Conca: Santa Caterina davanti al papa in Avignone (Ölgemälde auf Leinwand)
- Rutilio Manetti und Domenico Manetti:  Esaltazione di Santa Caterina accolta alla Madonna (1638 entstanden)
- Giuseppe Nicola Nasini: Estasi di Santa Caterina e Santa Caterina che scrive ispirata da San Tommaso e da San Giovanni (Ölgemälde auf Leinwand)
- Giuseppe Nicola Nasini: Gloria ed Esaltazione di Santa Caterina (Fresko, zwischen 1701 und 1703 entstanden)
- Bartolomeo Neroni (Il Riccio): Santa Caterina e San Girolamo
- Galgano Perpignani: Santa Caterina assalita dai soldati fiorentini (1765 entstanden)
- Francesco Vanni: Meditazione (1591 entstanden)

### Oratorio della Cucina

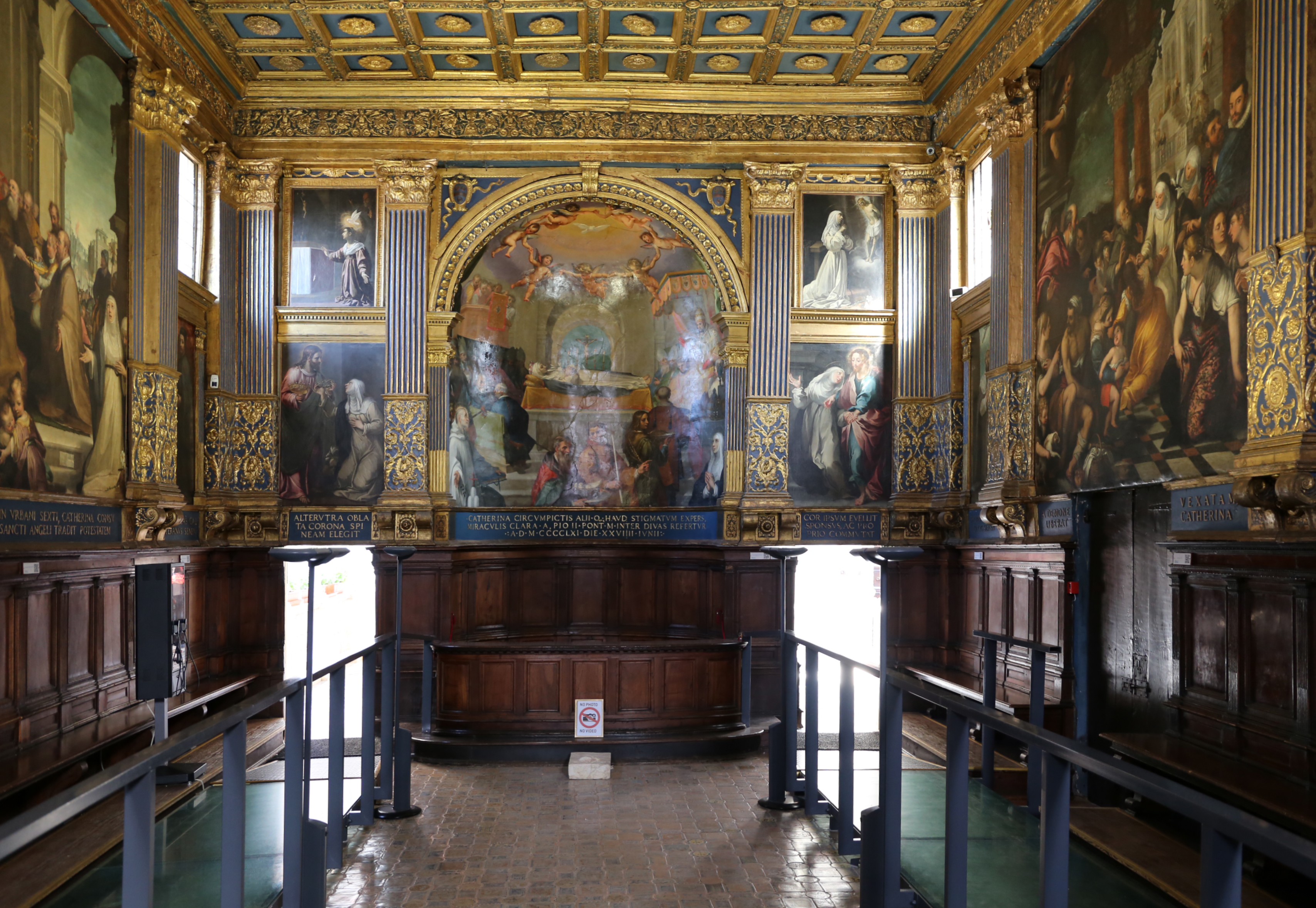
Oratorio della Cucina

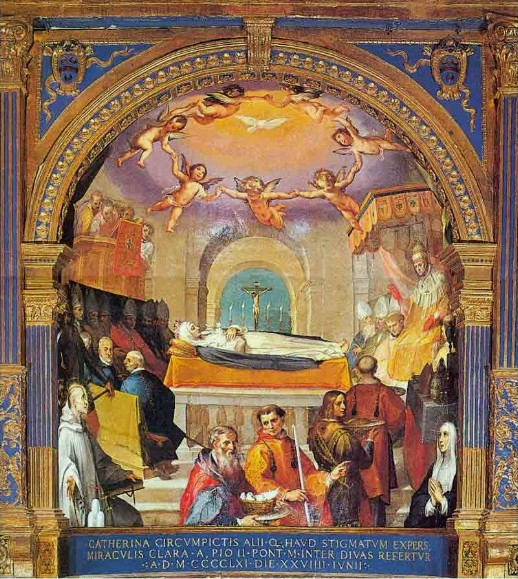
Canonizzazione di S.Caterina da Siena von Francesco Vanni (1600 entstanden)

- Alessandro Casolani: Beato Giovanni Colombini (Ölgemälde auf Leinwand)
- Alessandro Casolani: Consegna delle chiavi di Castel Sant’Angelo (Ölgemälde auf Leinwand, 1582 bis 1583 entstanden)
- Bernardino Fungai: Santa Caterina che riceve le stimmate, con la Madonna in Gloria (Ölgemälde auf Leinwand, 1496 entstanden)
- Bernardino Fungai: Quattro fratelli della compagnia (Ölgemälde auf Leinwand, 1496 entstanden)
- Bernardino Fungai: Santa Caterina davanti al papa (Ölgemälde auf Leinwand, 1496 entstanden)
- Bernardino Fungai: Visione di Santa Caterina (Ölgemälde auf Leinwand, 1496 entstanden)
- Bartolomeo Neroni: Gesù che offre a Santa Caterina la crocetta (1567 entstanden)
- Bartolomeo Neroni: Padre Eterno fiancheggiato da due Profeti (1567 entstanden)
- Bartolomeo Neroni: Santa Caterina dona la veste a Gesù pellegrino (1567 entstanden)
- Cristoforo Roncalli (Il Pomarancio genannt): Visione della Santa (Ölgemälde auf Leinwand, 1582 in Rom entstanden)
- Cristoforo Roncalli: Gregorio XI, esortato da Caterina, riporta la sede papale a Roma (Ölgemälde auf Leinwand, 1583 in Rom entstanden)
- Arcangelo Salimbeni: Sposalizio mistico di Santa Caterina da Siena (Ölgemälde auf Leinwand, 1578 nach Plänen des Riccio entstanden)
- Pietro Sorri:  Santa Caterina libera una indemoniata (Ölgemälde auf Leinwand, 1587 in Venedig entstanden)
- Francesco Vanni: Canonizzazione di S.Caterina da Siena (1600 entstanden)

### Oratorio della Tintoria
- Neroccio di Bartholomeo di Benedetto de’ Landi: Santa Caterina (Holzstatue, 1475 entstanden)
- Girolamo del Pacchia: Stimmatizzazione di Santa Caterina da Siena (Fresko, 1525 entstanden)
- Sebastiano Folli: Riconciliazione coi fiorentini ottenuta dalla santa senese (Fresko, 1607 entstanden)
- Sebastiano Folli: Ritorno di Caterina a firenze: Missione di Caterina ad Avignone presso papa  Gregorio XI (Fresko, 1607 entstanden)
- Ventura Salimbeni: Santa Caterina aggredita dalla soldataglia fiorentina (1604 entstanden)